# Denise Milani
Denise Milani (née le 24 avril 1976 à Frýdek-Místek en Tchécoslovaquie) est un modèle érotique américain d'origine tchèque surnommée « la nouvelle reine de l'érotisme », connue pour sa poitrine avantageuse. 

## Biographie
Denise Milani est née le 24 avril 1976 à Frýdek-Místek en Tchécoslovaquie (Tchéquie). Elle est l'aînée d'une famille de trois filles.
Elle émigre aux États-Unis en Californie à l'âge de 21 ans avec une formation de kinésithérapeute mais persuadée qu'elle pouvait faire carrière dans le mannequinat, participe à des expositions de voitures et concours de bikini et maillot de bain. Elle est repérée en 2005 par le site de sport et glamour SPORTSbyBROOKS où elle pose en maillot de bain signant ainsi le départ de sa carrière de mannequin.
Elle lance en novembre 2006 son site Internet officiel avec des mises à jour régulières.
En 2007, elle est couronnée miss bikini world.
En 2009, elle est, selon le magazine Askmen, parmi les 99 femmes les plus désirées au monde. Elle sera nommée, cette même année, « belle du jour » le 5 octobre par le magazine Playboy.
En 2011, elle participe au championnat NPC Excalibur Bikini tenu à Culver City, en Californie, en terminant première de sa catégorie, elle se classera plus tard 5e au niveau national à Atlanta.
En 2013, elle fait partie des 10 femmes les plus désirables au monde avec Gisele Bundchen, Kim Kardashian, Jessica Biel, Megan Fox, Jessica Alba, Carmen Electra, Heidi Klum, Adriana Lima et Angelina Jolie.
Denise Milani a pour langue d'origine le tchèque et a appris à parler l'anglais à son arrivée aux États-Unis mais parle aussi l'italien, le russe, le français, le polonais et l'allemand.
Elle doit sa popularité à sa plastique exceptionnelle et à sa poitrine naturelle très développée (86F). Sa poitrine commença à se développer à un rythme effréné à partir de 12-13 ans. Ayant pourtant de nombreuses sollicitations de la part de ses admirateurs avec notamment une pétition, elle ne compte pas révéler ses parties les plus intimes. Selon la rumeur, elle aurait subi une réduction mammaire en 2009 pour pouvoir continuer les compétitions et le coaching sportif, il est effectivement constatable sur les photos récentes que la taille de sa poitrine a diminué.
Elle vit actuellement à Los Angeles. Elle adore le sport dont le hockey et est notamment fan des Kings de Los Angeles.
Denise Milani est l'un des modèles les plus populaires au monde et l'un des modèles les plus connus sur Internet.